# Parc Navazza-Oltramare
Le parc Navazza-Oltramare, ou simplement parc Navazza, est un parc public situé dans la commune de Lancy, dans le canton de Genève, en Suisse.

## Nom
Le nom du parc évoque le legs de ce dernier par ses deux anciens propriétaires à la commune de Lancy en 1981. Le parc Navazza-Oltramare a été légué à la commune sous condition que ce lieu ne soit jamais construit et reste un parc public.

## Événements
- Fête nationale suisse, chaque 1er août ;
- Fête de l'Abeille, chaque fin septembre.
- Depuis 2022, le Plein-les-Watts Festival, plus grand open air de Suisse à prix libre. Le festival a lieu le deuxième weekend de juillet.